# Кутякина, Милана Александровна
Милана Александровна Кутякина (18 мая 2004, Зеленодольск) — российская тяжелоатлетка. Бронзовый призёр чемпионата России 2025 года в категории до 55 кг. Мастер спорта России.

## Биография
Родилась 18 мая 2004 года в городе Зеленодольске. В тяжёлую атлетику посоветовала пойти мама. С 2024 года проходит обучение на факультете физической культуры и спорта Набережночелнинского государственного педагогического университета.
Спортсменке присвоено звание "Мастер спорта России.
На Первенстве России в 2025 году в Южно-Сахалинске стала чемпионкой России в категории до 55 кг.
В августе 2025 года на чемпионате России в Санкт-Петербурге, Милана завоевала бронзовую медаль в категории до 55 кг с результатом 181 кг по сумме двоеборья. В упражнении толчок стала второй с результатом 100 кг, а в рывке была третьей.

## Основные результаты
| Год  | Соревнования     | Место проведения | Весовая категория | Рывок, кг | Толчок, кг | Сумма, кг | Место |
| ---- | ---------------- | ---------------- | ----------------- | --------- | ---------- | --------- | ----- |
| 2025 | Чемпионат России | Санкт-Петербург  | до 55 кг          | 81        | 100        | 181       | 3     |